# لييج-باستون-لييج تحت 23 سنة 2021
لييج-باستون-لييج تحت 23 سنة 2021 هو سباق دراجات هوائية، وأقيم في 18 سبتمبر 2021، وضمن سباقات طواف أوروبا للدراجات 2021.
فاز  بالمركز الأول Leo Hayter ‏، وبالمركز الثاني ريك بلومرز ‏، وبالمركز الثالث توبياس هالاند يوهانسن.

## الفائزون
| الترتيب | الفائز                |
| ------- | --------------------- |
| الفائز  | Leo Hayter ‏           |
| الثاني  | Rick Pluimers ‏        |
| الثالث  | توبياس هالاند يوهانسن |

## وصلات خارجية
- لمحة عن سباق لييج-باستون-لييج تحت 23 سنة 2021 على موقع  ProCyclingStats   (برو  سايكلنج  ستاتس) - إحصاءات  محترفي  الدراجات.

- لييج-باستون-لييج تحت 23 سنة 2021 على موقع إحصائيات الدراجات الإحترافية (الإنجليزية)